# Norrlands universitetshospital
63°49′3″N 20°17′54″Ø / 63.81750°N 20.29833°Ø
Norrlands universitetshospital (Nus) (svensk: Norrlands universitetssjukhus (Nus)) i Umeå er et svensk hospital som drives af Västerbottens läns landsting. Hospitalet er nabo til Umeå Universitet og har også et tæt samarbejde med dets medicinske fakultet.
Hospitalet er det største i Norrland og blandt de største i landet. Dets tre hovedopgaver er at bedrive kvalificeret sygepleje, forskning og undervisning. Norrlands universitetshospital er gennem sit nære samarbejde med universitetet et knudepunkt for medicinsk forskning og udvikling i det nordlige Sverige. Uddannelsen af læger er central for at tilfredsstille regionens behov.
Skadestuen har en helikopterlandingsplads på taget. Hertil ankommer patienter med helikoptere fra hele regionen med alvorlige skader eller sygdomme for hurtig behandling og intensivbehandling. Länets ambulancehelikopter er stationeret i Lycksele.
Hospitalet er regionshospital for Norra sjukvårdsregionen. Den omfatter landstingene i Västernorrlands, Jämtlands, Västerbottens og Norrbottens län. Alt i alt bor der cirka 900 000 mennesker i regionen (2010) spredt over halvdelen af Sveriges areal.
Den 22. januar 2014 udpegede Dagens Medicin hospitalet til Sveriges bedste universitetshospital 2013.

## Profilområder
Norrlands universitetshospital har syv profilområder:
- Onkologi for voksne og børn
- Hjerte- og karsygdomme
- Fedme og overvægt
- Neonatal intensivpleje
- Funktionel neurokirurgi
- Infektionssygepleje
- Luftbåren transporter af patienter der kræver intensivpleje

På Norrlands universitetshospital findes de fleste specialer foruden transplantations- och barnehjertekirurgi, med undtagelse af hornhindetransplantationer som udføres her. Hospitalets center for kardiovaskulær genetik er landets eneste og det udfører både gentest og behandling af unge med arvelig hjertesygdom.

## Historie
Oprindelsen til Norrlands universitetshospital var det lazaret som Gustav III grundlagde i 1784, på Storgatan 28, lige udenfor byens vestre Byport. Hospitalet havde fire stuer hver med to sengepladser samt to celler med gitre for psykisk syge patienter.
Da Umeå blev større ved århundredeskiftet var byen i desperat behov for et større og mere moderne hospital, og Landstinget besluttede at opføre et helt nyt hospital på Ålidbacken midt i Umeå. Det indviedes i 1907 (og havde 100-årsjubilæum i 2007) med 134 døgnbehandlingspladser, heraf cirka 20 til psykisk sygea.
I 1918 blev hospitalet yderligere udbygget. I 1926 stod øjenafdelingen klar og fire år senere, i 1930, en reumatikerafdeling. I 1937 kom en afdeling specialiseret i børn til og de følgende år tilmed en afdeling för øre- næse- og halssygdomme. I 1953 kom kvindekliniken til og i 1957 fik hospitalet en plastikkirurgisk klinik. Da det senere blev besluttet at NUS skulle være Norrlands regionhospital skete der en kraftig udvidelse med nye specialenheder og frem for alt lokalerne der nu skulle huse endnu flere patienter.